# 森義仁
森 義仁（もり よしひろ、1982年3月30日-）は、日本の映像作家。CluB_A所属。

## 人物
- 日本映画学校在学中より、映画の助監督を始める。
- 犬童一心、阪本順治、林海象などのもとで助監督を務める。
- 2007年、サカナクション「三日月サンセット」でディレクターデビュー。その後フリーランスとして活動[1]。
- 2013年6月、㈱AOI Pro.入社[1]。
- 2017年4月、㈱AOI Pro.退社、CluB_A所属となる[1]。

## 作品

### テレビドラマ
- 恋のツキ（2018年、テレビ東京 / Netflix）- 演出

### 映画
- ボクたちはみんな大人になれなかった（2021年公開予定、Netflix） - 監督（監督デビュー作）[2]

### MUSIC VIDEO
- amazarashi…「スピードと摩擦」
- 嵐…「復活LOVE」
- 伊禮俊一…「先生」
- AKB48…「シュートサイン」
- 木箱…「ボクの約束」
- 欅坂46…「避雷針」「もう森へ帰ろうか?」
- サカナクション…「三日月サンセット」「ナイトフィッシングイズグッド」「アドベンチャー Version.FISH ALIVE」「sakanarchive トレーラー」
- 櫻坂46…「車間距離」
- サクラメリーメン…「てとて」
- The Flickers…「lovender」「white heat」「永遠」
- 369＆加賀美セイラ…「I LOVE YOU」
- CNBLUE…「In My Head」「where you are」
- Sissy…「ストロベリー」
- 神聖かまってちゃん…「光の言葉」
- DIAMOND☆DOGS…「アトランティスの女神」
- 竹内電気…「bye my side」
- TOKYO No.1 SOUL SET＋HALCALI…「今夜はブギー・バック」
- Hatch Potchi…「こんにちワンからワン、ツー、スリー」
- 日向坂46…「ガラス窓が汚れてる」
- LOVE LOVE LOVE…「Love Somebody」「サイダー」
- Language…「hikari」
- RED SPIDER…「大爆走ANGEL SPOT」
- RED SPIDER feat. ALAINE…「ONE OF A KIND from "AH MURDER"」
- N'夙川BOYS…「物語はちと？不安定」
- マカロニえんぴつ…「悲しみはバスに乗って」

### CM
- IBM… outthink ようこそ、コグニティブの時代へ。
- アクサ生命保険… 医療保険シリーズ予防早期治療サポート　先手を打つ、BRAND Health U
- NEC… VersaPro UltraLite tyoe VG 男の成長
- NTTアド… NTTグループ 未来を創る
- キリン… 晴れと水 咲きます/夏がくるね。
- Cygames… グランブルーファンタジー 夏のご予定 前編/後編、企業CM 世界は、もっとおもしろくできる。
- さがみ湖リゾートプレジャーフォレスト… じゃぶじゃぶパラダイス2015
- JR東日本… 北陸新幹線 人生を冒険しよう。
- 資生堂… エリクシールブランドムービー きょうも、あしたも
- ジャガー・ランドローバー・ジャパン… ジャガー・錦織圭 GAME CHANGER
- スクウェア・エニックス… ドラゴンクエストビルダーズ アレフガルドを復活せよ ストーリー/ビルド
- ソニー… VAMOS VIEWING、ワイヤレスヘッドホン　MAN WITH A MISSION/JUJU/L’Arc-en-Ciel
- 大鵬薬品… チオビタドリンク　みんな一緒／仲直り
- トーヨータイヤ… Surprising the World –A story-
- 日産… リーフ オーナーズトーク、Note e-POWER ３回驚く/THE REBORN LIGHT 生まれ変わっても、人のために。
- 任天堂… ポケットモンスター ウルトラサン・ウルトラムーン ポケモンレスキュー
- ネクスト… HOME’S この街に住みたい/ここに住みたい/落書き/他
- プーマジャパン… evoTOUCH J PLAY LOUD
- 富士重工業… フォレスター 雪道走破
- PLEXUS… LeadingGlobal MONOZUKURI
- Bose… SoundSport Free wireless headphones - Everyday Life -
- MAZDA＋IBM… Drive on IBM SoftLayer
- 三菱ケミカルホールディングス… 企業CM　Like a Cat
- 三菱自動車… RVR パルクール
- メリアル・ジャパン… ネクスガード2016
- 読売新聞… インターハイ2014 スキマスイッチ版
- LIFULL… LIFULL 人生篇

### WEB
- NTTドコモ… ドコモLTE 3秒クッキング 爆速エビフライ/爆速餃子
- ケイ・ウノ… 企業 〜ふたりで、ひとつの人生を〜Full Ver.
- 劇団4ドル50セント
- ソニー・インタラクティブエンタテインメント… DESTINY 勝地涼のガチ勧誘
- 東洋ゴム… 企業 “Surprising the World”-Life-
- PS4… 止まらない山田孝之の妄想 ～大画面でドラクエXI～篇
- ボートレス… 寿司ボート
- みずほフィナンシャルグループ… Pepper the Movie 404
- ユーキャン… ねこ勉〜Cats Learning〜

### 受賞作品
マカロニえんぴつ「悲しみはバスに乗って」MV
- ‘23 MTV Video Music Awards Japan Best Storytelling Video[3]

日清食品　チキンラーメン　INSTANT BUZZ　侍ドローン猫アイドル神業ピタゴラ閲覧注意爆速すぎる女子高生
- '17 ACC全日本CMフェスティバル　フィルム部門（Bカテゴリー）ブロンズ
- '17 Spikes Asia 2017 Entertainment 部門 ブロンズ

NTTドコモ ドコモLTE 3秒クッキング 爆速エビフライ/爆速餃子
- ‘15 Cannes Lions FILM CRAFT部門 GOLD/ BRANDED CONTENT AND ENTERTAINMENT部門 GOLD
- ‘16 One Show One Show Entertainment部門 Consumer Broadcast&Film MERIT賞

ケイ ウノ いい夫婦の日 ふたりで、ひとつの人生を。
- ‘16 ACC全日本CMフェスティバル フィルム部門（CM部門）地域ファイナリスト（九州・沖縄地域）

ワーナーミュージックジャパン CNBLUE「In My Head」MV
- ‘12 MTV AWARDS NEW ARTIST部門